# Стрибки у воду на Чемпіонаті світу з водних видів спорту 2019
Змагання зі стрибків у воду на Чемпіонаті світу з водних видів спорту 2019 тривали з 12 до 20 липня 2019 року.

## Змагання
Змагання в індивідуальних дисциплінах складалися з попереднього раунду, півфіналів і фіналів. Порядок виступів спортсменів у попередньому раунді визначався випадковим вибором за допомогою комп'ютера. 18 стрибунів з найвищими оцінками потрапляли до півфіналу, де так само визначалися 12 фіналістів.

## Розклад змагань
Розіграно 13 комплекти нагород.
Вказано місцевий час (UTC+9).
| Дата          | Час   | Дисципліна                                                |
| ------------- | ----- | --------------------------------------------------------- |
| 12 липня 2019 | 11:00 | Трамплін, 1 метр (чоловіки), попередній раунд             |
| 12 липня 2019 | 15:30 | Трамплін, 1 метр (жінки), попередній раунд                |
| 13 липня 2019 | 10:00 | Синхронний трамплін, 3 метри (чоловіки), попередній раунд |
| 13 липня 2019 | 13:00 | Змішана синхронна вишка, 10 метрів, фінал                 |
| 13 липня 2019 | 15:30 | Трамплін, 1 метр (жінки), фінал                           |
| 13 липня 2019 | 20:45 | Синхронний трамплін, 3 метри (чоловіки), фінал            |
| 14 липня 2019 | 10:00 | Синхронна вишка, 10 метрів (жінки), попередній раунд      |
| 14 липня 2019 | 15:30 | Трамплін, 1 метр (чоловіки), фінал                        |
| 14 липня 2019 | 20:45 | Синхронна вишка, 10 метрів (жінки), фінал                 |
| 15 липня 2019 | 10:00 | Синхронний трамплін, 3 метри (жінки), попередній раунд    |
| 15 липня 2019 | 13:00 | Синхронна вишка, 10 метрів (чоловіки), попередній раунд   |
| 15 липня 2019 | 15:30 | Синхронний трамплін, 3 метри (жінки), фінал               |
| 15 липня 2019 | 20:45 | Синхронна вишка, 10 метрів (чоловіки), фінал              |
| 16 липня 2019 | 10:00 | Вишка, 10 метрів (жінки), попередній раунд                |
| 16 липня 2019 | 15:30 | Вишка, 10 метрів (жінки), півфінал                        |
| 16 липня 2019 | 20:45 | Командні змагання                                         |
| 17 липня 2019 | 10:00 | Трамплін, 3 метри (чоловіки), попередній раунд            |
| 17 липня 2019 | 15:30 | Трамплін, 3 метри (чоловіки), півфінал                    |
| 17 липня 2019 | 20:45 | Вишка, 10 метрів (жінки), фінал                           |
| 18 липня 2019 | 10:00 | Трамплін, 3 метри (жінки), попередній раунд               |
| 18 липня 2019 | 15:30 | Трамплін, 3 метри (жінки), півфінал                       |
| 18 липня 2019 | 20:45 | Трамплін, 3 метри (чоловіки), фінал                       |
| 19 липня 2019 | 10:00 | Вишка, 10 метрів (чоловіки), попередній раунд             |
| 19 липня 2019 | 15:30 | Вишка, 10 метрів (чоловіки), півфінал                     |
| 19 липня 2019 | 20:45 | Трамплін, 3 метри (жінки), фінал                          |
| 20 липня 2019 | 15:30 | Змішаний синхронний трамплін, 3 метри, фінал              |
| 20 липня 2019 | 20:45 | Вишка, 10 метрів (чоловіки), фінал                        |

## Медальний залік

### Таблиця медалей
*   Країна-господарка (Південна Корея)
| Місце                | Країна               | Золото | Срібло | Бронза | Загалом |
| -------------------- | -------------------- | ------ | ------ | ------ | ------- |
| 1                    | Китай                | 12     | 4      | 1      | 17      |
| 2                    | Австралія            | 1      | 0      | 1      | 2       |
| 3                    | Росія                | 0      | 3      | 1      | 4       |
| 4                    | Канада               | 0      | 2      | 0      | 2       |
| 5                    | Мексика              | 0      | 1      | 3      | 4       |
| 5                    | США                  | 0      | 1      | 3      | 4       |
| 7                    | Велика Британія      | 0      | 1      | 2      | 3       |
| 8                    | Малайзія             | 0      | 1      | 0      | 1       |
| 9                    | Німеччина            | 0      | 0      | 1      | 1       |
| 9                    | Південна Корея*      | 0      | 0      | 1      | 1       |
| Загалом (10 збірних) | Загалом (10 збірних) | 13     | 13     | 13     | 39      |

### Чоловіки
| Дисципліна                   | Золото                               | Золото | Срібло                                                 | Срібло | Бронза                                       | Бронза |
| ---------------------------- | ------------------------------------ | ------ | ------------------------------------------------------ | ------ | -------------------------------------------- | ------ |
| Трамплін, 1 метр             | Ван Цзунюань · Китай                 | 440.25 | Роммель Пачеко · Мексика                               | 420.15 | Пен Яньфен · Китай                           | 415.00 |
| Трамплін, 3 метри            | Сє Сиї · Китай                       | 545.45 | Цао Юань · Китай                                       | 517.85 | Джек Лафер · Велика Британія                 | 504.55 |
| Вишка, 10 метрів             | Ян Цзянь · Китай                     | 598.65 | Ян Хао · Китай                                         | 585.75 | Олександр Бондар · Росія                     | 541.05 |
| Синхронний трамплін, 3 метри | Китай (CHN) · Цао Юань · Сє Сиї      | 439.74 | Велика Британія (GBR) · Даніель Гудфеллоу · Джек Лафер | 415.02 | Мексика (MEX) · Яель Кастільйо · Хуан Селая  | 413.94 |
| Синхронна вишка, 10 метрів   | Китай (CHN) · Цао Юань · Чень Айсень | 486.93 | Росія (RUS) · Олександр Бондар · Віктор Мінібаєв       | 444.60 | Велика Британія (GBR) · Том Дейлі · Метью Лі | 425.91 |

### Жінки
| Дисципліна                   | Золото                             | Золото | Срібло                                                  | Срібло | Бронза                                           | Бронза |
| ---------------------------- | ---------------------------------- | ------ | ------------------------------------------------------- | ------ | ------------------------------------------------ | ------ |
| Трамплін, 1 метр             | Чень Ївень · Китай                 | 285.45 | Сара Бейкон · США                                       | 262.00 | Кім Су Чі · Південна Корея                       | 257.20 |
| Трамплін, 3 метри            | Ши Тінмао · Китай                  | 391.00 | Ван Хань · Китай                                        | 372.85 | Меддісон Кіні · Австралія                        | 367.05 |
| Вишка, 10 метрів             | Чень Юйсі · Китай                  | 439.00 | Лу Вей · Китай                                          | 377.80 | Ділейні Шнелл · США                              | 364.20 |
| Синхронний трамплін, 3 метри | Китай (CHN) · Ши Тінмао · Ван Хань | 342.00 | Канада (CAN) · Дженніфер Абель · Мелісса Сітріні-Больйо | 311.10 | Мексика (MEX) · Паола Еспіноса · Мелані Ернандес | 294.90 |
| Синхронна вишка, 10 метрів   | Китай (CHN) · Лу Вей · Чжан Цзяці  | 345.24 | Малайзія (MAS) · Льон Мунь Ї · Панделела Рінонг         | 312.72 | США (USA) · Саманта Бромберг · Катріна Янг       | 304.86 |

### Змішані
| Дисципліна        | Золото                                          | Золото | Срібло                                              | Срібло | Бронза                                          | Бронза |
| ----------------- | ----------------------------------------------- | ------ | --------------------------------------------------- | ------ | ----------------------------------------------- | ------ |
| Трамплін, 3 метри | Австралія (AUS) · Меттью Картер · Меддісон Кіні | 304.86 | Канада (CAN) · Франсуа Імбо-Дюлак · Дженніфер Абель | 304.08 | Німеччина (GER) · Лоу Массенберг · Тіна Пунцель | 301.62 |
| Вишка, 10 метрів  | Китай (CHN) · Лянь Цзюньцзє · Си Яцзе           | 346.14 | Росія (RUS) · Віктор Мінібаєв · Катерина Бєляєва    | 311.28 | Мексика (MEX) · Дієго Баллеса · Марія Санчес    | 287.64 |
| Команда           | Китай (CHN) · Ян Цзянь · Лінь Шань              | 416.65 | Росія (RUS) · Сергій Назін · Юлія Тімошиніна        | 390.05 | США (USA) · Ендрю Капоб'янко · Катріна Янг      | 357.60 |